# فيز لينر
فيز لينر  باللغة الإنجليزية Phase Linear هي مؤسسة تصنيع معدات الصوت، أسست من قبل بوب كارفر وستيف جونستون في عام 1970. بينما تُعرف في المقام الأول باسم شركة مضخمات الطاقة، وكذلك أنتجت الكثير من المضخمات الأولية ومضبطات الصوت و Andromeda ذات المكبر الصاخب.[بحاجة لمصدر]

## التاريخ
وكانت أول بقعة لها في 19555 23rd Ave. NW سياتل، واشنطن. ومكانها الثاني كان مبنى صغير في 405 Howell Way في إدموندز ، واشنطن .[بحاجة لمصدر]
أول مضخم انتج كان يسمى Phase Linear 700. بقوة 350 واط لكل قناة، ولم تمر فترة طويلة حتى أصبح مضخم الصوت الاعتيادي الذي يستخدم من قبل استوديوهات التسجيل وشركات تقوية الصوت والموسيقيين المحترفين ومحبين الصوت. وسعرت التجزئة بـ 749.00 دولارًا، أو أكثر بقليل من دولار للواط. وتتميز بشكل اللوحة الأمامية المصنوع من الألمنيوم المهذب VU meters المزدوج الكبير، وأصبح الترانزستورات الجديد قادرا على تحمل الطاقة العالية المصممة للضغوط العالية عند حالة الإحتراق الإلكتروني التلقائي. واستبدل هذا الأمبير الأساسي بـ 700B و 700 II. وكل هذه التصميمات كان غرضها العمل على طاقة أكبر لتشغيل مضخمات الصوت المقفلة الضعيفة نسبيًا بصوت عالٍ مثل Acoustic Research AR3 / AR3a. 
وثاني مضخم صوت اصدر بأسم Phase Linear 400 بقوة 200 واط لكل قناة. تتشابه في نفس الألومنيوم المهذب المميز، وشكل اللوحة الأمامية المزدوجة VU meters مثل الإصدار رقم 700. وبيعت بأقل من 500 دولار على نحو بسيط . كان المنتج الذي يليه هو المضخم المسبق للربط التلقائي من سلسلة Phase Linear 4000 الذي قدم في عام 1973 والذي تم صنعه في عام 1978. وسعر بالتجزئة بمبلغ 700.00 دولار في نهاية مدتها الافتراضية. والتصميم كان تعاونا مابين بوب كارفر وبيل سكينر.
وعرفت الشركة بأقوى مضخمات الصوت في العصر باشراف Phase Linear D-500 الذي قد في عام 1978. الذي يعتبر مضخم طاقة استريو يوفر 505 واط من النظافة (نموذجيًا <0.1٪ إجمالي التشوه التوافقي فوق 20 هرتز –20 كيلو هرتز) قوة RMS لكل قناة. وسعرت التجزئة بـ 1395 دولارًا.

## الاستحواذ
تم استحواذ الشركة من قبل شركة بايونير، وأسس Bob Carver شركة Carver Corporation في عام 1979. وضمت بايونير تشكيلة من أشرطة الكاسيت ذات عالية الجودة مصممة في المنزل ومشغلات الأقراص التي صممت من قبل كيوسيرا إلى خط Phase Linear وبذلك الوقت كانت الشركة في حالة سيئة بسبب ارتفاع التكلفة للبحوث والتطويرات ومغادرة كارفر. وفي عام 1982 ، بيعت Phase Linear لشركة Jensen Inc. التي تمتلك أيضًا علامتي AR و Advent. وفي وقت لاحق قامت شركة Recoton بالاستحواذ على ماركات جنسن. ومضى بوب كارفر ليكون شركة كارفر. ولكنه لم يدوم حتى اختلف مع إدارة شركة Carver ورحل بعدها ليبدء شركة Sunfire.
لا يزال هنالك بعض المتابعون الاوفياء لبعض المنتجات القديمة. الكثير من العناصر الإلكترونية لا تزال متاحة للإصلاح. العناصر الميكانيكية مثل المفاتيح والمقاييس والأجهزة تعد نادرة.

## روابط خارجية
- Anthony Young's Phase Linear history reference site
- https://web.archive.org/web/20081011172518/http://hometown.aol.com/PhaseTek